# Велоспорт на летних Олимпийских играх 2008 — командная гонка преследования (мужчины)
Соревнования в командной гонке преследования по велоспорту среди мужчин на летних Олимпийских играх 2008 года прошли 17 и 18 августа. Приняли участие 44 спортсмена из 10 стран.

## Призёры
| Золото                                                                    | Серебро                                                                                                  | Бронза                                                                                  |
| Великобритания · Эд Клэнси · Пол Мэннинг · Герайнт Томас · Брэдли Уиггинс | Дания · Микаэль Мёркёв · Каспер Йёргенсен · Йенс-Эрик Мадсен · Алекс Расмуссен · Микаэль Ферк Кристенсен | Новая Зеландия · Сэм Бьюли · Хейден Рулстон · Марк Райан · Джесси Серджент · Уэстли Гаф |

## Рекорды
| Мировой рекорд     | Великобритания Эд Клэнси, Пол Мэннинг, Герайнт Томас, Брэдли Уиггинс | 3:56,322 | Манчестер, Великобритания | 27 марта 2008   |
| Олимпийский рекорд | Австралия Грэм Браун, Бретт Ланкастер, Брэдли Макги, Люк Робертс     | 3:56,610 | Афины, Греция             | 22 августа 2004 |

## Соревнование

### Квалификация
| Место | Команда        | Спортсмены                                                                | Результат |
| ----- | -------------- | ------------------------------------------------------------------------- | --------- |
| 1     | Великобритания | Эд Клэнси Пол Мэннинг Герайнт Томас Брэдли Уиггинс                        | 3:57,101  |
| 2     | Новая Зеландия | Сэм Бьюли Уэстли Гаф Марк Райан Джесси Серджент                           | 3:59,277  |
| 3     | Австралия      | Джек Бобридж Марк Джемисон Брэдли Макги Люк Робертс                       | 4:02,041  |
| 4     | Дания          | Микаэль Ферк Кристенсен Каспер Йёргенсен Йенс-Эрик Мадсен Алекс Расмуссен | 4:02,191  |
| 5     | Франция        | Дамьен Годен Матьё Ладаньюс Кристоф Риблон Николя Руссо                   | 4:03,679  |
| 6     | Нидерланды     | Леви Хейманс Йенс Маурис Роберт Слиппенс Вим Струтинга                    | 4:04,806  |
| 7     | Испания        | Серхи Эскобар Асьер Маэсту Давид Мунтанер Антонио Мигель Парра            | 4:06,509  |
| 8     | Россия         | Алексей Марков Александр Петровский Александр Серов Николай Трусов        | 4:06,518  |
| 9     | Украина        | Владимир Дюдя Любомир Полатайко Максим Полищук Виталий Щедов              | 4:07,883  |
| 10    | Колумбия       | Хуан Эстебан Аранго Арлес Кастро Хуан Пабло Фореро Хаиро Перес            | 4:11,397  |

### Первый раунд
| Место | Команда | Спортсмены                                                       | Результат |
| ----- | ------- | ---------------------------------------------------------------- | --------- |
| 1     | Дания   | Микаэль Мёркёв Каспер Йёргенсен Йенс-Эрик Мадсен Алекс Расмуссен | 3:56,831  |
| —     | Франция | Дамьен Годен Матьё Ладаньюс Кристоф Риблон Николя Руссо          | DSQ       |

| Место | Команда    | Спортсмены                                             | Результат |
| ----- | ---------- | ------------------------------------------------------ | --------- |
| 1     | Австралия  | Джек Бобридж Грэм Браун Марк Джемисон Брэдли Макги     | 3:58,633  |
| 2     | Нидерланды | Леви Хейманс Йенс Маурис Роберт Слиппенс Вим Струтинга | LAP       |

| Место | Команда        | Спортсмены                                                     | Результат |
| ----- | -------------- | -------------------------------------------------------------- | --------- |
| 1     | Новая Зеландия | Сэм Бьюли Хейден Рулстон Марк Райан Джесси Серджент            | 3:57,536  |
| 2     | Испания        | Серхи Эскобар Асьер Маэсту Давид Мунтанер Антонио Мигель Парра | LAP       |

| Место | Команда        | Спортсмены                                                          | Результат   |
| ----- | -------------- | ------------------------------------------------------------------- | ----------- |
| 1     | Великобритания | Эд Клэнси Пол Мэннинг Герайнт Томас Брэдли Уиггинс                  | 3:55,202 WR |
| 2     | Россия         | Евгений Ковалёв Алексей Марков Александр Петровский Александр Серов | LAP         |

### Гонка за третье место
| Место | Команда        | Спортсмены                                          | Результат |
| ----- | -------------- | --------------------------------------------------- | --------- |
| 1     | Новая Зеландия | Сэм Бьюли Хейден Рулстон Марк Райан Джесси Серджент | 3:57,776  |
| 2     | Австралия      | Джек Бобридж Грэм Браун Марк Джемисон Люк Робертс   | 3:59,006  |

### Финал

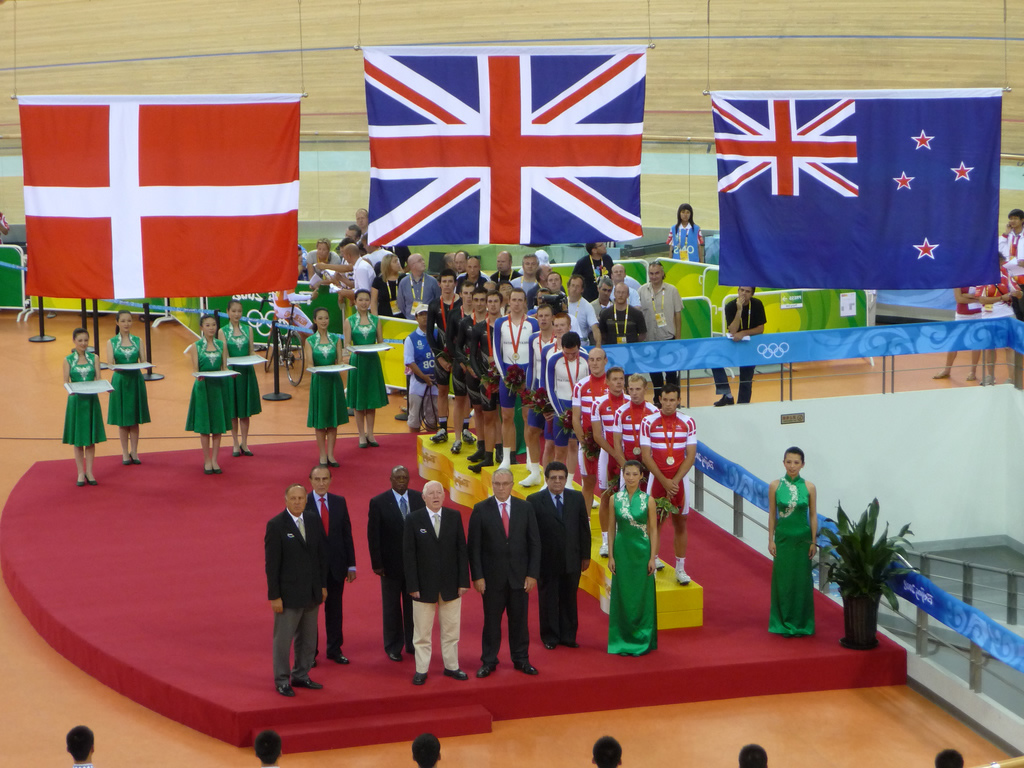
Церемония награждения

| Место | Команда        | Спортсмены                                                       | Результат   |
| ----- | -------------- | ---------------------------------------------------------------- | ----------- |
| 1     | Великобритания | Эд Клэнси Пол Мэннинг Герайнт Томас Брэдли Уиггинс               | 3:53,314 WR |
| 2     | Дания          | Микаэль Мёркёв Каспер Йёргенсен Йенс-Эрик Мадсен Алекс Расмуссен | 4:00,040    |